# Usedlost čp. 12 (Záluží u Vlastiboře)
Usedlost čp. 12 je uzavřená zděná usedlost, situovaná v jižní části návsi obce Záluží u Vlastiboře. Je součástí vesnické památkové rezervace.

## Historie
Některé části komplexu pocházejí zřejmě již z 2. poloviny 18. století. Ve stabilním katastru z roku 1828 je usedlost uvedena už na téměř stejném půdorysu, jaký má v současné podobě. Obytný dům, sýpka a část hospodářských budov na západní straně pozemku jsou zde nicméně uvedeny jako dřevěné. Stěny byly nahrazeny zděnými zřejmě až ve 2. polovině 19. století. Vizuálně významný stavební zásad proběhl v roce 1928, kdy bylo obytné stavení prodlouženo směrem do návsi a štítové návesní průčelí tak bylo sceleno (štítová stěna obytného domu, branka, brána, ohradní zeď, štítová stěna sýpky). Datování LÉTA PÁNĚ 1928 je rovněž uvedeno ve sgrafitu ve štítě obytného stavení, který je dekorován pozdně secesní výzdobou.
V roce 2020 byla usedlost prohlášena kulturní památkou.

## Architektura
Usedlost tvoří uzavřená skupina objektů, seskupená kolem dvora lichoběžníkového půdorysu. Východní křídlo tvoří obytný dům se stájemi, západní křídlo pak sýpka, chlévy a kůlna. Na jihu je areál uzavřen stodolou, na severu pak jsou sýpka a obytný dům propojeny ohradní zdí s brankou a bránou. Ke zdi je vedle špýcharu připojena prádelna s pařákem.
Obytné stavení je přízemní, zděné, se sedlovou střechou krytou betonovými taškami, se dvěma okny a brankou v přízemí a dvěma malými okénky v trojúhelníkovém štítu. Fasáda je zdobena barevnými nárožními lizénami a profilovanou korunní římsou. Nad okny jsou barevné štukové rozvilinové suprafenestry, nad brankou pak supraporta se stejným motivem. Ve štítu je obdélníkové sgrafito se dvěma klečícími postavami a datováním. Také štítová okénka jsou zdobena rozvilinovými suprafenestrami, nad nimi je pak ve vrcholu štítu štukový věnec s festony. Boční průčelí domu je výrazně prostší, jde zdobeno pouze jednoduchými barevnými šambránami.
V návesním průčelí je viditelná rovněž štítová stěna sýpky. Ta je pojednána podobně jako v případně obytného domu, nicméně jednodušeji. Obě okna v přízemí jsou slepá, stejně jako portál pro branku. Obdélníkové sgrafito ve štítu zobrazuje motiv sedláka orajícího s párem koní a nese nápis BOŽE ŽEHNEJ DÍLO MÉ.